# Amata dapontes
Amata dapontes är en fjärilsart som beskrevs av William Schaus 1928. Amata dapontes ingår i släktet Amata och familjen björnspinnare. Inga underarter finns listade i Catalogue of Life.